# Postumio Rufio Festo Avienio
Postumio Rufio Festo Avienio (latino: Postumius Rufius Festus signo Avienio; fl. seconda metà del IV secolo) è stato un politico e poeta romano.

## Biografia
Pagano (CIL VI, 537), nacque a Volsinii (Bolsena) da una famiglia del luogo; tra i suoi antenati vi era Gaio Rufio Festo di Volsinii e i suoi figli Gaio Rufio Festo Lelio Firmo e Rufia Procula, oltre a Gaio Musonio Rufo, un filosofo stoico attivo sotto Nerone e Vespasiano. Aveva un parente di nome Avienio, probabilmente suo padre; sposò Placida, da cui ebbe molti figli e tra questi uno di nome Placido.
È possibile che lo si debba identificare col Rullus Festus che fu corrector Lucaniae et Bruttiorum (CIL X, 212). Fu proconsole dell'Acaia e poi d'Africa.

## Opere
Di lui si sono conservate le seguenti opere:
- un'epistola di 31 esametri a Flaviano Mirmico, nella quale invita l'amico a inviargli delle melegrane, nella speranza che tali frutti lo guariscano dal suo mal di stomaco.
- varii poemetti minori (de cantu sirenum di 18 versi, ad amicos de agro di 9 versi, de se ad deam Nortiam di 12 versi)
- la  Descriptio Orbis Terrae ("Descrizione del mondo"), nota anche con il titolo di Periegesis seu Descriptio orbis terrarum: una traduzione lunga 1393 esametri dell'opera di Dionigi il Periegeta.
- l'opera Ora Maritima ("Le coste marittime"), incompleta e lacunosa, interessante per i numerosi riferimenti geografici che contiene, dedicata a Sesto Claudio Petronio Probiano.
- gli Aratea, lo scritto più ampio (1878 esametri), una traduzione dei Fenomeni di Arato di Soli.

Quest'ultima è di certo l'opera più importante di Avieno. Essa ha già un valore intrinseco, dal momento che è l'unica traduzione latina dell'opera di Arato pervenutaci completa. Anche Cicerone ne aveva improntata una, ma a noi ne sono giunti soltanto 480 versi. La traduzione di Avieno non è letterale: oltre ad una generale prolissità, infatti, l'autore apporta all'originale personali aggiunte, che paiono mostrare il suo desiderio di rivaleggiare nella composizione poetica con Germanico, il primo traduttore di Arato.